# متاهة

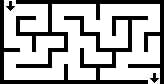
متاهة قصيرة.

المتاهة هي إحدى أنواع الألعاب التي تنشط العقل وتحتوي على عدة طرق منها السهلة والمعقدة يتطلب حلها إيجاد الطريق الصحيح للوصول للنهاية المتاهة. وهناك عدة طرق وقواعد لحلها أبرزها هي قاعدة اليد اليمنى والتي تكون بسلك الجانب الأيمن من البداية وحتى الوصول إلى النهاية.

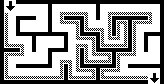
الحل باستخدام قاعدة اليد اليمنى.

## تأسيس المتاهة
تقوم أولاً على رسم الطريق الصحيح بشكل خط متعرج (غير مستقيم) بين نقطتين (البداية والنهاية) ومن ثم رسم طرق متعددة ومتعرجة من حولها. حيث تكون الطرق مضلله حتى تصعب من الحل.

## حل المتاهة
التركيز على نقطتي البداية والنهاية، والأفضل التتبع من نقطة النهاية إلى نقطة البداية

## أنواع المختلفة من المتاهات
توجد متاهات مختلفة منها الدائرية والمربعة وهناك متاهات في بعض الحدائق.

## معرض صور

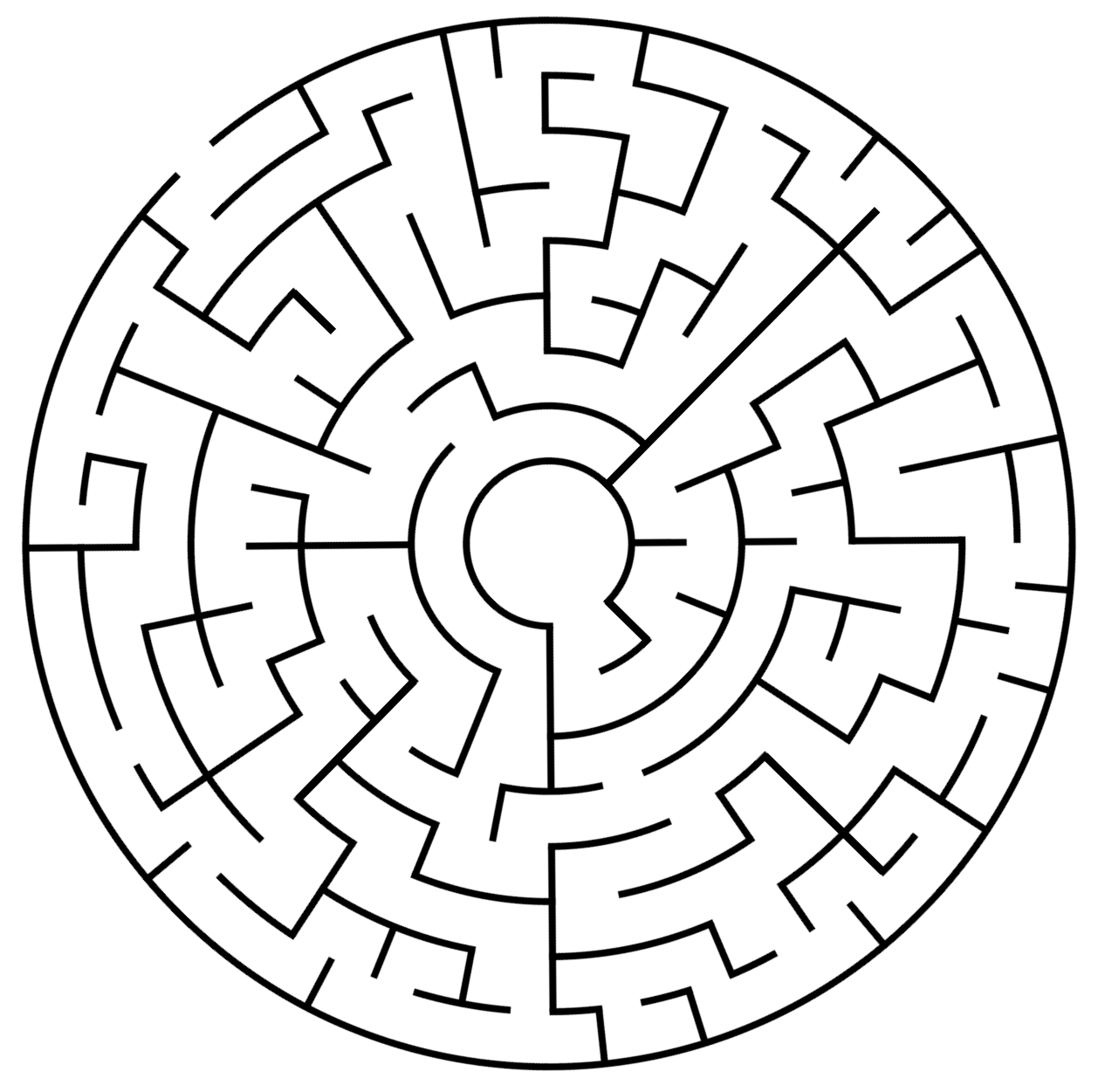
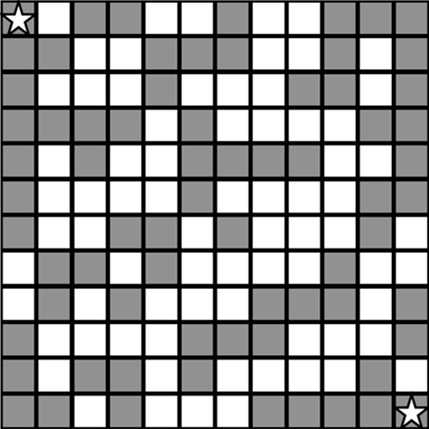
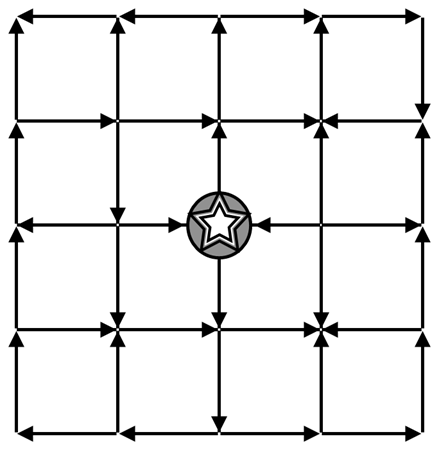
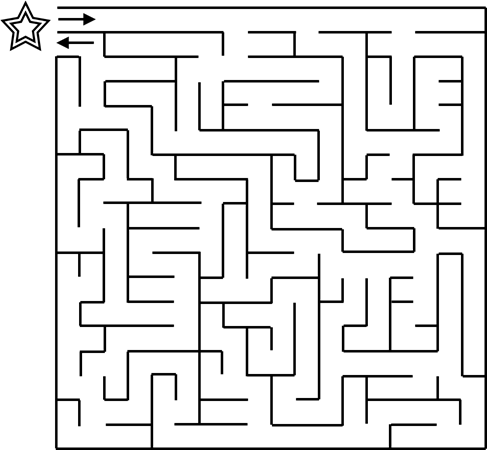
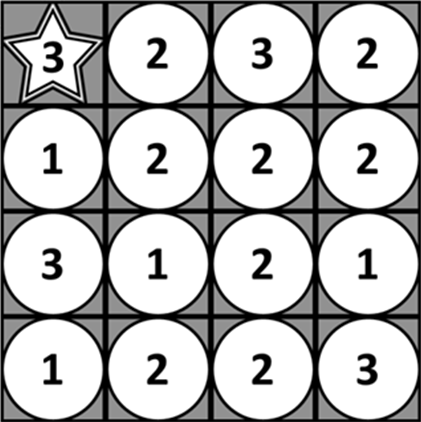